# Triancyra diversa
Triancyra diversa là một loài tò vò trong họ Ichneumonidae.